# حمله شیمیایی دوما (۲۰۱۸)

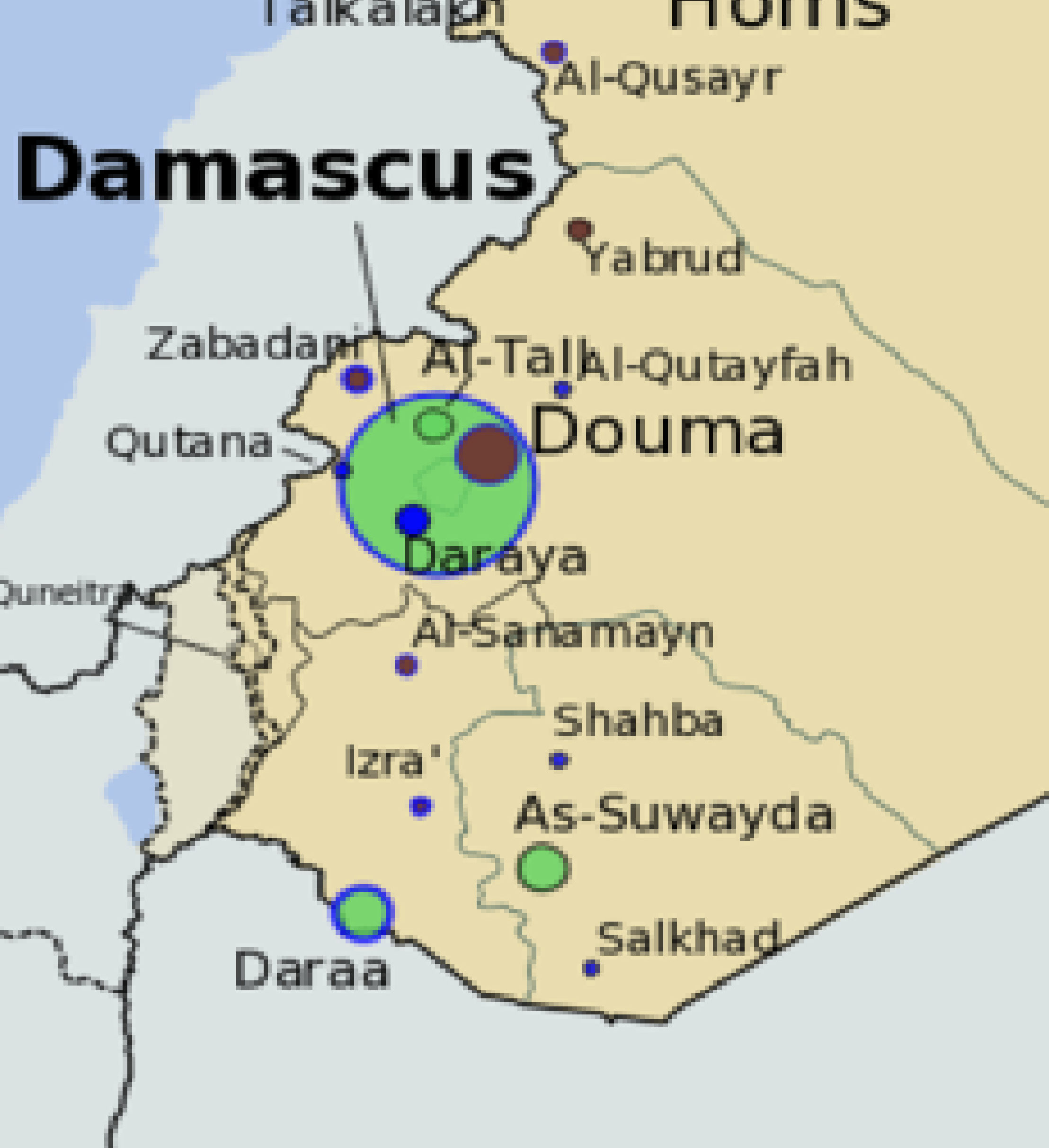
محل: دوما، سوریه

به گزارش برخی رسانه‌ها در تاریخ ۷ آوریل ۲۰۱۸، یک حمله به وسیله سلاح شیمیایی در شهر دوما سوریه اتفاق افتاد.
دستکم ۷۰ تن غیرنظامی که اکثر آن‌ها زن و کودک بودند کشته شدند. نیروهای مخالف و پزشکان حاضر در منطقه مدعی شدند، که از عوامل شیمیایی کلر و سارین در این حمله استفاده شده‌است.
روسیه و ایران گفته‌اند که حملهٔ شیمیایی دوما یک عملیات پرچم دروغین است.در حالی که آمریکا و متحدان غربی ادعا کردند حکومت بشار اسد این حمله را طراحی کرده‌است.
سال ۲۰۱۹ ایمیل‌های داخلی سازمان منع استفاده از سلباح‌های شیمیایی توسط ویکی لیکس افشا شد که ادعای غرب دربارهٔ نقش بشار اسد در ینحمله را بیش از پیش زیر دچار تردید می‌کرد. در این ایمیل‌ها ۲۰ نفر از کارکنان OPCW نسبت به سرکوب اطلاعات یا دستکاری در شواهد شک و تردیدهایی ابراز کرده‌اند و مباحثی میان کارشناسان این سازمان وجود داشته که با توجه به یافت شدن مقدار کمی از کلر در منطقه که متناسب با سطح استفاده خانگی از این گاز است آیا جمله «ترکیبات حاوی گاز کلر یافته شد» را در گزارش سازمان وارد کنند یا خیر. همچنین شواهدی وجود دارد که علائم آسیب دیدگان مشابه علائم ناشی از گاز کلر نبوده‌است.

## گمانه‌زنی‌ها

### ادعای صحنه‌سازی کلاه سفیدها
در روز جمعه ۲۴ فروردین، ایگور کوناشنکوف سخنگوی وزارت دفاع روسیه با ادعای اینکه این حادثه طراحی انگلیس است، گفت: «اطلاعات کافی داریم که نشان می‌دهد از سوم تا ششم ماه آوریل از لندن بر گروه کلاه سفیدها فشار زیادی وارد شد تا دست به چنین کاری بزنند. لندن به کلاه سفیدها گفته بود، در این چند روز گروه جیش الاسلام با توپخانه دمشق را هدف قرار می‌دهد و ارتش سوریه نیز ناچار به پاسخگویی است و در این زمان باید کلاه سفیدها طرح حمله شیمیایی را اجرا کنند.» همچنین سرگئی لاوروف وزیر امورخارجه روسیه ظهر همان روز اعلام کرد: «صحنه‌سازی حمله شیمیایی به دوما کار سرویس اطلاعاتی یک کشور است که می‌خواهد در ردیف نخست روس ستیزی در جهان قرار داشته باشد.»
الکساندر شولگین نماینده روسیه در سازمان منع اشاعه تسلیحات شیمیایی نیز با ساختگی‌دانستن این حمله شیمیایی اعلام کرد «عاملان تصویربرداری از صحنه‌های ساختگی حمله شیمیایی به شهر دوما سوریه شناسایی شده‌اند.» او گروه کلاه سفیدها را که مورد حمایت آمریکا، انگلیس و فرانسه هستند، عامل حمله شیمیایی دوما خواند و گفت: «ما شواهد غیرقابل بحثی داریم مبنی بر اینکه هیچ حادثه حمله شیمیایی روز ۷ آوریل در منطقه دوما اتفاق نیفتاده و کل ماجرا، اقدامات تحریک‌آمیزی بوده که سازمان‌های اطلاعاتی انگلیس احتمالاً با همکاری متحدانشان در واشینگتن با هدف فریب جامعه بین‌الملل و توجیه تجاوز به سوریه انجام داده‌اند.» وی دربارهٔ قربانیان حادثه شیمیایی ادعایی گفت: «حتی یک شاهد عینی یا فردی که روانه بیمارستان شده باشد را نمی‌توان یافت و هیچ بقایایی از سلاح‌های شیمیایی یافت نشده‌اند.»

### ادعای حمله شیمیایی
امانوئل مکرون، رئیس‌جمهوری فرانسه، اواخر هفته پیش اعلام کرد اسنادی در دست دارد که ثابت می‌کند حکومت بشار اسد به دوما در غوطه شرقی حمله 'شیمیایی' کرده‌است. حالا فرانسه این گزارش محرمانه را از طبقه‌بندی خارج کرده و در اختیار رسانه‌ها قرار داده‌است.

### کشف انبار مواد شیمیایی در دوما
در روز ۱۷ آوریل ۲۰۱۸ خبرگزاری اسپوتنیک در گزارشی اعلام کرد نیروهای روسیه در شهر دومای سوریه یک انبار حاوی مواد مورد نیاز برای ساخت تسلیحات شیمیایی کشف کردند. به نظر می‌رسد گروه‌های مسلح مخالف سوریه از این آزمایشگاه برای ساخت مواد سمی به منظور اتهام‌زنی به دولت سوریه مبنی بر انجام حمله شیمیایی استفاده کرده‌اند.
الکساندر رودینوف، کارشناس سلاح‌های شیمیایی، در این باره گفت: «نیروهای روس در این انبار، تیو دی گلیکول و دی‌اتانول‌آمین که جزء مواد ضروری برای تولید گازهای خردل، سولفور و نیتروژن هستند، کشف کرده‌اند. افزون بر این، در این آزمایشگاه سیلندر حاوی گاز کلورین -که به سیلندری که گروه‌های مسلح به عنوان مدرک برای نشر خبر حمله شیمیایی به شهر دوما و اتهام‌زنی به دمشق استفاده کرده بودند، شباهت دارد- کشف شده‌است.

## حمله نظامی
در ۱۴ آوریل ۲۰۱۸، حدود ساعت ۴ صبح به وقت سوریه، ایالات متحده آمریکا، انگلیس و فرانسه با ادعای وقوع حمله شیمیایی در دوما و به بهانه پاسخ به این ادعای بدون سند و مدرکشان یک سری حملات هوایی علیه چند مرکز دولتی سوریه انجام دادند. ظاهراً در این حمله موشکی سه نقطه در سوریه اعم از یک مرکز تحقیقاتی در نزدیکی دمشق و زرادخانه شیمیایی ارتش سوریه در حُمص هدف قرار گرفته‌است. براساس گزارش‌ها، هواپیماهای جنگنده و ناوهای جنگی آمریکا، فرانسه و بریتانیا در این حملات شرکت داشته‌اند. بریتانیا با چهار فروند جت جنگی تورنادو مجهز به سایه توفان، موشک کروز هواپایه‌ای به‌طول ۵ متر و برد ۴۸۰ کیلومتر، از مبدأ فرودگاه نیروی هوایی سلطنتی اکروتیری در قبرس، در این عملیات مشارکت کرد.